# Ёсимото, Банана
Банана Ёсимото (яп. よしもと ばなな Ёсимото Банана, род. 24 июля 1964 года в Токио) — японская писательница. Настоящее имя — Махоко Ёсимото (яп. 吉本 真秀子 Ёсимото Махоко).

## Биография
Махоко Ёсимото родилась в местечке Сэндаги, расположенном в одном из 23 специальных районов большого Токио Бункё. В своём районе ходила в среднюю школу № 8, затем поступила в старшую школу, расположенную в соседнем районе Итабаси. Окончила литературный факультет Японского университета в Нэриме.
Отец — Такааки Ёсимото (яп. 吉本 隆明 Ёсимото Такааки), — литературный критик, поэт, публицист, философ, культовая фигура в молодёжных кругах. Мать — Кадзуко Ёсимото (яп. 吉本 和子 Ёсимото Кадзуко) — поэтесса, выпустила несколько сборников хайку. Старшая сестра — мангака Ёико Харуно (яп. ハルノ 宵子 Харуно Ёико).
В 2000 году сочеталась браком с сертифицированным рольфером Хироёси Тахатой (яп. 田畑 浩良), в 2003 году родила сына.

## Творчество
Выросшая в литературной семье, Ёсимото, по собственным словам, пишет с 5 лет. Её университетская выпускная работа, «Лунная тень», получила приз декана факультета. Именно это, по её собственным словам, придало ей уверенности в себе и послужило причиной выбора профессиональной деятельности.
Дебютировала под псевдонимом Банана Ёсимото — от любимых писательницей цветов банана. Изначально фамилия записывалась кандзи, но с 2003 года весь псевдоним целиком пишется хираганой.
Официальный литературным дебютом является роман «Кухня», получивший сразу три приза: премию журнала «Кайэн» 1987 г. за лучший дебют в ноябре 1987 года, литературную премию Кёка Идзуми в январе 1988 и рекомендательную премию министерства образования в августе 1988. Сейчас это самое известное её произведение переведено на многие языки и продаётся в 20 странах мира.
Всего Банана Ёсимото написала более 20 повестей, рассказов и эссе, а также несколько работ в соавторстве. По трём её произведениям — «Кухня», «Цугуми» и «Аргентинская бабка» — были сняты фильмы.
Произведения Бананы Ёсимото пользуются особой популярностью среди молодёжи, воспитанной на комиксах и телевидении, сразу же по выходе становясь бестселлерами. Так, «Кухня» к настоящему моменту выдержала в Японии свыше 70 переизданий. Исходя из тиражей и читательской популярности, восьмидесятые—девяностые годы в японской литературе можно назвать эпохой Ёсимото и Мураками.

## Премии
Книги Ёсимото отмечены рядом литературных премий:
- 1987 — «Кухня» — 6-я премия журнала «Кайэн» за лучший дебют,
- 1988 — «Лунная тень» (часть сборника «Кухня») — 16-я премия Кёки Идзуми,
- 1988 — «Утаката/Убежище» — 39-я премия министра образования «Лучший рекомендованный дебютант»,
- 1989 — «Цугуми» — 2-я премия Сюгоро Ямамото
- 1993 — «NP» — 20-я премия Сканно (Италия)[4]
- 1995 — «Амрита» — 5-я премия им. Мурасаки Сикибу.
- 1996 — «Ящерица» — премия Fendissime, категория авторов до 35 лет (Италия)[4]
- 1999 — ?? — литературная премия «Серебряная маска» (Maschera d’argento)(Италия)
- 2000 — «Неверность и Южная Америка» — 10-я премия Бункамура Дю Маго (яп. Bunkamuraドゥマゴ文学賞 Бункамура Дю Маго бунгакусё:)
- 2011 — «Неверность и Южная Америка» — итальянская литературная премия «Capri Award» за вклад в литературу

### Художественные произведения
| Японское издание | Японское издание | Русское издание | Русское издание       |
| Год              | Название | Год             | Название              |
| ---------------- | --- | --------------- | --------------------- |
| 1988             | Кухня (яп. キッチン Киттин) | 2004            | Кухня                 |
| 1988             | Пузырь на воде/Убежище (яп. うたかた/サンクチュアリ Утаката/Санкутюари)                                                                                              |                 |                       |
| 1988             | Дурное предчувствие (яп. 哀しい予感 Канасии ёкан) |                 |                       |
| 1989             | Цугуми (яп. TUGUMI) | 2005            | Цугуми                |
| 1989             | Крепко спящая (яп. 白河夜船 Сиракаваёфунэ) | 2005            | Спящая                |
| 1989             | I love Голубые сердца (яп. Ｉ ＬＯＶＥザ・ブルーハーツ Ай рабу за буру: ха:цу) (рассказ в одноимённом сборнике)                                                      |                 |                       |
| 1990             | N.P | 2005            | N-P                   |
| 1993             | Ящерица (яп. とかげ Токагэ) | 2004            | Ящерица               |
| 1994             | Амурита (яп. アムリタ) | 2005            | Амрита                |
| 1994             | Долгая ночь Марики/Дневник колючки (яп. マリカの永い夜/バリ夢日記 Марика но нагай ёру/Бари юмэ никки)                                                                |                 |                       |
| 1996             | Слай (яп. SLY Сурай) |                 |                       |
| 1996             | Последний возлюбленный Хатико (яп. ハチ公の最後の恋人 Хатико: но сайго но койбито)                                                                                   |                 |                       |
| 1997             | Медовый месяц (яп. ハネムーン Ханэму:н) |                 |                       |
| 1999             | Hard-boiled/Hard Luck (яп. ハードボイルド/ハードラック Ха:до бойрудо/Ха:до ракку)                                                                                    | 2006            | Hard-boiled/Hard Luck |
| 2000             | Неверность и Южная Америка (яп. 不倫と南米 Фурин то Нанбэй) |                 |                       |
| 2000             | Тело всё знает (яп. 体は全部知っている Карада ва дзэнбу ситтэиру) |                 |                       |
| 2000             | Жизнь Хинакику (яп. ひな菊の人生 Хинакику но дзинсэй) |                 |                       |
| 2002             | Радуга (яп. 虹 Нидзи) |                 |                       |
| 2002             | Королевство 1: Андромедийские высоты (яп. 王国 その１ アンドロメダ・ハイツ О:коку соно ити Андоромэда хайцу)                                                         |                 |                       |
| 2002             | Аргентинская бабка (яп. アルゼンチンババア Арудзэнтина бабаа) |                 |                       |
| 2003             | Ангельские одежды (яп. ハゴロモ Хагоромо) |                 |                       |
| 2003             | Воспоминания о конце (яп. デッドエンドの思い出 Дэддо эндо но омоидэ)                                                                                                 |                 |                       |
| 2004             | Королевство 2: Боль, тень утраченного и волшебство (яп. 王国 その２ 痛み、失われたものの影、そして魔法 О:коку соно ни Итами, усинаварэта моно но кагэ, соситэ махо:) |                 |                       |
| 2004             | Морская песня (яп. 海のうた Уми но ута) |                 |                       |
| 2004             | High and dry (Первая любовь) (яп. High and dry (はつ恋) Хай эндо дорай (Хацукой))                                                                                    |                 |                       |
| 2004             | Всё будет (яп. なんくるない Нанкурунай) |                 |                       |
| 2005             | Королевство 3: Тайный сад (яп. 王国 その３ ひみつの花園 О:коку соно сан Химицу но ханадзоно)                                                                         |                 |                       |
| 2005             | Озеро (яп. みずうみ Мидзууми) | 2008            | Озеро                 |
| 2006             | Дельфин (яп. イルカ Ирука) |                 |                       |
| 2006             | Тень человека (яп. ひとかげ Хитокагэ) |                 |                       |
| 2007             | Тиэ-тян и я (яп. チエちゃんと私 Тиэ-тян то ватаси) |                 |                       |
| 2007             | Иллюзорные Гаваии (яп. まぼろしハワイ Мабороси Хаваи) |                 |                       |
| 2008             | Южная точка (яп. サウスポイント Саусу пойнто) |                 |                       |
| 2008             | О ней (яп. 彼女について Канодзё ни цуитэ) | 2009            | Она                   |
| 2010             | Алло, Симокитадзава (яп. もしもし下北沢 Мосимоси Симокитадзава) |                 |                       |
| 2010             | Сёстры-жёлуди (яп. どんぐり姉妹 Донгури симай) |                 |                       |
| 2011             | Жу-жу (яп. ジュージュー Дзю:дзю:) |                 |                       |

### Сборники эссе
| Год  | Название |
| ---- | --- |
| 1989 | Арахисовый пудинг (яп. パイナツプリン Пайнацу пурин)                                                                      |
| 1991 | Songs From Banana Note |
| 1991 | О повседневности (яп. 日々のこと Хиби но кото)                                                                            |
| 1994 | Банановый банан (яп. ばななのばなな Банана но банана)                                                                     |
| 1994 | О мечтах (яп. 夢について Юмэ ни цуитэ)                                                                                    |
| 1995 | Банан категории «Б» — книга для чтения (яп. B級BANANA―吉本ばなな読本 B-кю: BANANA - Ёсимото Банана докухон)               |
| 1995 | Ананасовая голова (яп. パイナップルヘッド Пайнаппуру хэддо)                                                               |
| 2000 | Банановый перерыв (яп. ばななブレイク Банана бурэйку)                                                                     |
| 2002 | Банатайм (яп. バナタイム Банатайму)                                                                                       |
| 2003 | Встречайте yoshimotobanana.com! (яп. よしもとばななドットコム見参！ Ёсимотобанана дотто кому кэндзан!)                    |
| 2003 | Я родила ребёнка (яп. 子供ができました Кодомо га дэкимасита)                                                              |
| 2003 | Жизнь как Милк-тян и беременность?! (яп. ミルクチャンのような日々、そして妊娠!? Мируку-тян но ё:на хиби, соситэ нинсин?!) |
| 2003 | Обдумывая повседневность (яп. 日々の考え Хиби но кангаэ)                                                                  |
| 2004 | Привет, малыш! (яп. こんにちわ！赤ちゃん Коннитива! Ака-тян)                                                              |
| 2004 | Жизнь с малышом (яп. 赤ちゃんのいる日々 Ака-тян но иру хиби)                                                              |
| 2005 | Прощай, Дитя любви (яп. さようなら、ラブ子 Саё:нара, Рабуко)                                                              |
| 2005 | Переезд — это трудно (яп. 引っこしはつらいよ Хиккоси ва цурай ё)                                                          |
| 2005 | Окружённый красотой (яп. 美女に囲まれ Бидзё ни какомарэ)                                                                  |
| 2006 | Идя дорогой жизни (яп. 人生の旅をゆく Дзинсэй но таби о юку)                                                              |
| 2006 | Очень кратко (яп. ベリーショーツ Бэри: сё:цу)                                                                             |
| 2006 | Что бы ни случилось (яп. なんくるなく、ない Нанкурунаку, най)                                                             |
| 2007 | Любопытство несчастливых дней (яп. ついてない日々の面白み Цуитэнай хиби но омосироми)                                     |

### В соавторстве
| Год  | Название                                                                          | Соавтор                |
| ---- | --------------------------------------------------------------------------------- | ---------------------- |
| 2002 | Итальянская Банана (яп. イタリアンばなな Итариан Банана)                          | Alessandro G. Gerevini |
| 2005 | News from Paradise                                                                | Patrice Julien         |
| 2005 | Мы говорили о любви (яп. 恋愛について、話しました。 Рэнаи ни цуитэ, ханасимасита) | Тосико Окамото         |
| 2007 | Тиэ-тян и я (яп. 女ですもの Онна дэсу моно)                                       | Сюнгику Утида          |